# Matatia Paama
Dylan Terahitiarii Matatia Tearaa Paama (3 ottobre 1992) è un calciatore francese nato a Tahiti, di ruolo difensore.

## Carriera

### Club
Ha sempre giocato nel campionato tahitiano. Nella OFC Champions League 2017 ha segnato 2 gol in 3 presenze con la maglia del Central Sport.

### Nazionale
È stato convocato per la Coppa delle Nazioni oceaniane del 2016.